# Rhyphodon
Rhyphodon è un genere estinto di mammiferi notoungulati, appartenente ai tipoteri. Visse tra l'Eocene medio e l'Eocene superiore (circa 45 - 34 milioni di anni fa) e i suoi resti fossili sono stati ritrovati in Sudamerica.

## Descrizione
Questo animale è noto per resti cranici ma dal raffronto con i fossili di altri animali simili e meglio conosciuti si può ipotizzarne l'aspetto. Doveva essere un erbivoro di medie dimensioni, della taglia di un grosso cane, con zampe robuste e dotate di cinque dita, terminanti in piccoli zoccoli. Il cranio, lungo oltre 20 centimetri, possedeva un muso relativamente corto e una dentatura primitiva e completa; in particolare, la mandibola era dotata di tre incisivi, un canino, quattro premolari e tre molari. I denti erano assai simili a quelli dell'affine Periphragnis, ma si distinguevano principalmente per la mancanza del cingulum e per una maggior copertura di smalto rugoso sui molari (Roth, 1899).
Un esemplare attribuito a Rhyphodon conserva il calco endocranico, che ha permesso di ipotizzare la forma di alcune strutture del cervello di questo animale; in generale, l'endocranio ricorda quello di altri ungulati arcaici come Phenacodus e Notostylops, ma vi erano alcune differenze marcate. Sembra che Rhyphodon possedesse bulbi olfattivi leggermente più piccoli rispetto a quelli dei notoungulati arcaici come Notostylops e che questi fossero ripiegati verso il basso. Il cerebellum era più grande ed era ampio quanto lungo, mentre i lobi piriformi erano espansi lateralmente. Sembra inoltre che, rispetto a Notostylops, gli emisferi cerebrali fossero meno convoluti. Non vi era un canale ottico separato e nemmeno un canale venoso cerebrale posterolaterale (Simpson, 1933).

## Classificazione
Il genere Rhyphodon venne descritto per la prima volta da Santiago Roth nel 1899, sulla base di resti fossili inizialmente attribuiti a terreni del Cretaceo e solo successivamente riconosciuti come risalenti all'Eocene. La specie tipo, proveniente dalla zona di Lago Musters in Patagonia e risalente forse all'Eocene superiore, è Rhyphodon lankesteri. Un'altra specie più antica, R. angusticephalus, è nota per fossili ritrovati nella zona di Canadon Colorado nella provincia di Chubut (Argentina).
Rhyphodon è classicamente considerato un rappresentante degli isotemnidi, la famiglia di notoungulati tossodonti più antica e meno specializzata. Tuttavia, sembra che questo gruppo non fosse naturale, ma costituisse una serie di forme via via più specializzate all'interno dei tossodonti; secondo uno studio del 2011, Rhyphodon sarebbe affine al genere Pampahippus.